# Lillian Moller Gilbreth
Lillian Evelyn Moller Gilbreth (24. května 1878 Oakland – 2. ledna 1972 Phoenix) byla americká psycholožka, průmyslová inženýrka, poradkyně a pedagožka. Byla průkopnicí aplikace psychologie do časových a pohybových studií. Ve 40. letech 20. století byla označována „géniem umění života“. Gilbreth je považována za prvního industriálního a organizačního psychologa. Byla odbornicí na efektivitu a přispěla ke studii průmyslového inženýrství, především v oblastech pohybové studie a lidských faktorů.

## Vybraná bibliografie
- A Primer of Scientific Management (1912)
- The Psychology of Management: the Function of the Mind in Determining, Teaching and Installing Methods of Least Waste (1914)
- Motion Models (1915)
- Applied Motion Study; A collection of papers on the efficient method to industrial preparedness. (1917)
- Fatigue Study: The Elimination of Humanity's Greatest Unnecessary Waste; a First Step in Motion Study] (1916)
- Motion Study for the Handicapped (1920)
- The Quest of the One Best Way: A Sketch of the Life of Frank Bunker Gilbreth (1925)
- The Home-maker and Her Job (1927)
- Living With Our Children (1928)
- Normal Lives for the Disabled (1948), s Ednou Yost
- The Foreman in Manpower Management (1947)
- Management in the Home: Happier Living Through Saving Time and Energy (1954)
- As I Remember: An Autobiography (1998)